# Magnolia pugana
Magnolia pugana este o specie de plante din genul Magnolia, familia Magnoliaceae. A fost descrisă pentru prima dată de H.H.Iltis și Vazquez, și a primit numele actual de la A.Vazquez och Hernandez Servando Carvajal. Conform Catalogue of Life specia Magnolia pugana nu are subspecii cunoscute.